# Palanán
Palanán (Bayan ng Palanan) es un municipio filipino de primera categoría perteneciente a la provincia de La Isabela en la Región Administrativa de Valle del Cagayán, también denominada Región II.

## Geografía
Tiene una extensión superficial de 880.24 km² y según el censo del 2007, contaba con una población de 16.254 habitantes y 2.837 hogares; 16.094 habitantes el día primero de mayo de 2010.
Provincia costera en el litoral del mar de Filipinas, está situada al sur de Ilagán.
Parte de su territorio lo ocupan las estribaciones de Sierra Madre que forman el Parque Nacional del Norte de Sierra Madre (Parque nacional Manantiales de Fuyot). 

### Barangayes
Palanán se divide administrativamente en 17 barangayes o barrios, 15 de  carácter rural y los dos restantes de carácter urbano, corresponden a los barrios Este y Oeste de su capital Dicabisagán.
| - Bisag - Dialaoyao - Dicadyuan - Didyan - Dimalicu-licu - Dimasari - Dimatican - Maligaya - Marikit | - Dicabisagán del Este (Población) - Dicabisagán del Oeste (Población) - Santa Jacinta (Dicotkotan) - Villa Robles (Dibewan) - Culasi - Alomanay - Diddadungan - San Isidro (Ditambali). |

## Política
Su Alcalde (Mayor) es Angelo A. Bernardo.

## Historia
En esta localidad el  23 de marzo de 1901 fue capturado y arrestado por las fuerzas estadounidenses Emilio Aguinaldo, presidente de la Primera República Filipina.